# Cestrum humile
Cestrum humile är en potatisväxtart som beskrevs av Ignatz Urban och Ekman. Cestrum humile ingår i släktet Cestrum och familjen potatisväxter. Inga underarter finns listade i Catalogue of Life.